# ايك (أغبار)
ايك هو دُوَّار يقع بجماعة أغبار، إقليم الحوز، جهة مراكش آسفي في المملكة المغربية. ينتمي الدوّار لمشيخة أغبار التي تضم 17 دوار. يقدر عدد سكانه بـ 242 نسمة حسب الإحصاء الرسمي للسكان والسكنى لسنة 2004.

## روابط خارجية
- البوابة الوطنية للجماعات الترابية
- المندوبية السامية للتخطيط